# سمكة التلسكوبية السوداء

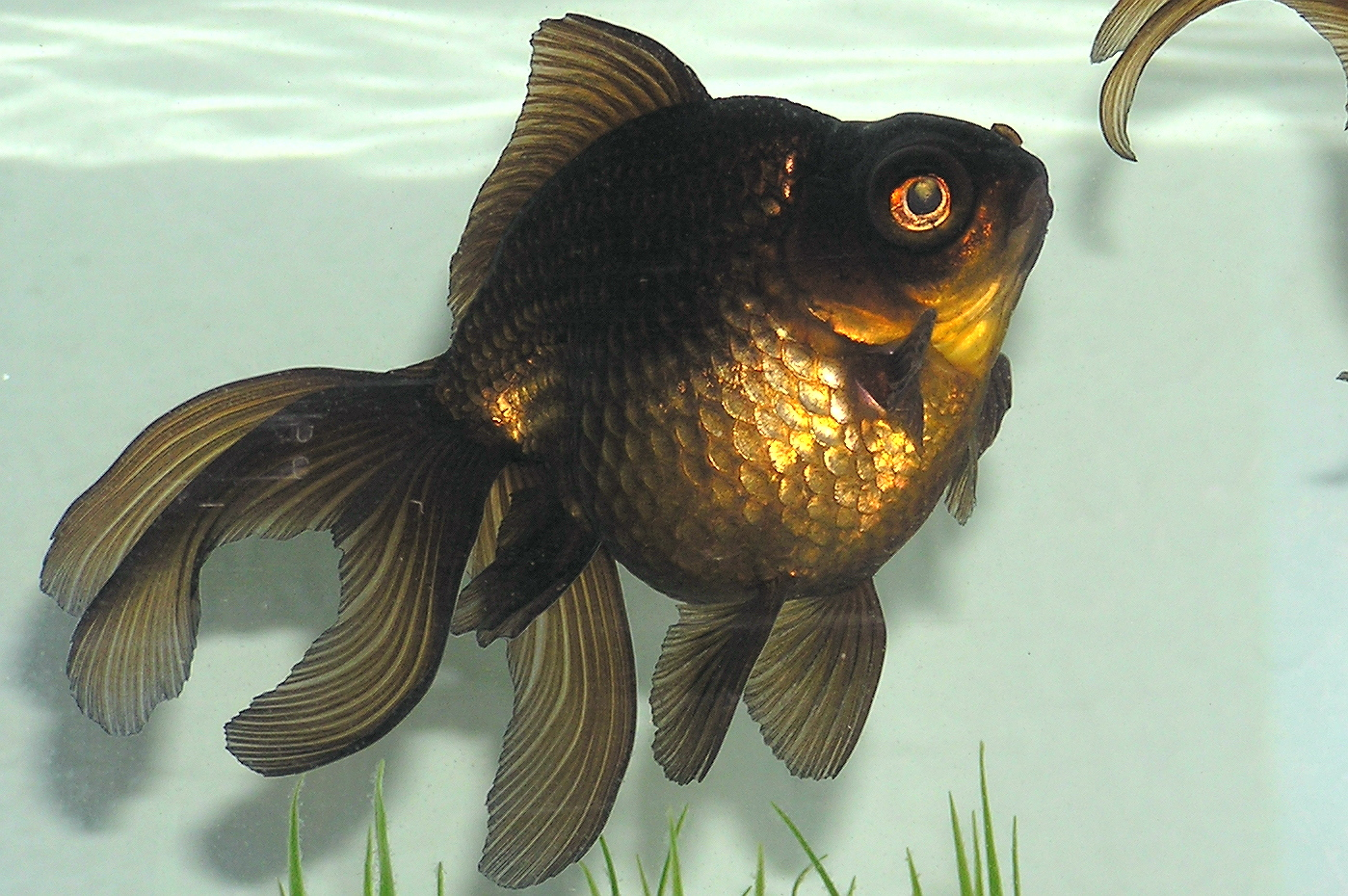
سمكة التلسكوبية السوداء

سمكة التلسكوبية السوداء (بالإنجليزية: Black Moor)‏ سمكة بلاك مور هي نسخة سوداء من سمك التليسكوب، ولها ذيل يشبه المروحة. وتعتبر هذه السمكة مثل باقي السمك الذهبي مناسب للمبتدئين ويمكن أن تبقى في درجات حرارة قريبة من التجمد. قدرتهم على التحمل والعيش في درجات حرارة منخفضة تجعلهم أسماك مثالية للبرك الخارجية.